# 尤托皮亞 (堪薩斯州)
尤托皮亞（英語：Utopia）是位於美國堪薩斯州格林伍德縣的一個鬼鎮。

## 歷史
尤托皮亞的郵政局於1880年設立，直到1935年結束營運。